# 57ª Conferencia de Seguridad de Múnich
La 57ª Conferencia de Seguridad de Múnich tuvo lugar a la hora habitual de inicio de la conferencia el 19 de febrero de 2021. Debido a la pandemia de COVID 19, fue organizada en forma de Edición Especial Múnich 2021 y en un evento televisivo en el que participaron, entre otros, Angela Merkel, António Guterres, Emmanuel Macron y Joe Biden.  En su primer discurso ante una audiencia internacional, el presidente estadounidense anunció: "América ha vuelto", señalando que las relaciones transatlánticas volvían a ser una prioridad de la política exterior de Estados Unidos.